# Sundamys maxi
Espèce
Statut de conservation UICN

 VU  : Vulnérable
Sundamys maxi est une espèce de rongeur de la famille des Muridae, du genre Sundamys, endémique de l'île de Java en Indonésie.

## Taxonomie
L'espèce est décrite pour la première fois par le mammalogiste néerlandais Henri Jacob Victor Sody en 1932 sur la base des seuls 32 spécimens collectés jusqu'à ce jour entre 1932 et 1935 par Max Bartels Jr.. Sody la considère comme une espèce du genre Rattus, puis Chasen une sous-espèce de Rattus infraluteus. Toutefois, en 1983, Musser et Newcomb la distingue des autres espèces de Muridae de Java.

## Classification
Le genre Sundamys comprend trois espèces dont Sundamys maxi qui serait, sur la base d'études morphologiques, plus proche de Sundamys muelleri que Sundamys infraluteus.

## Distribution et habitat

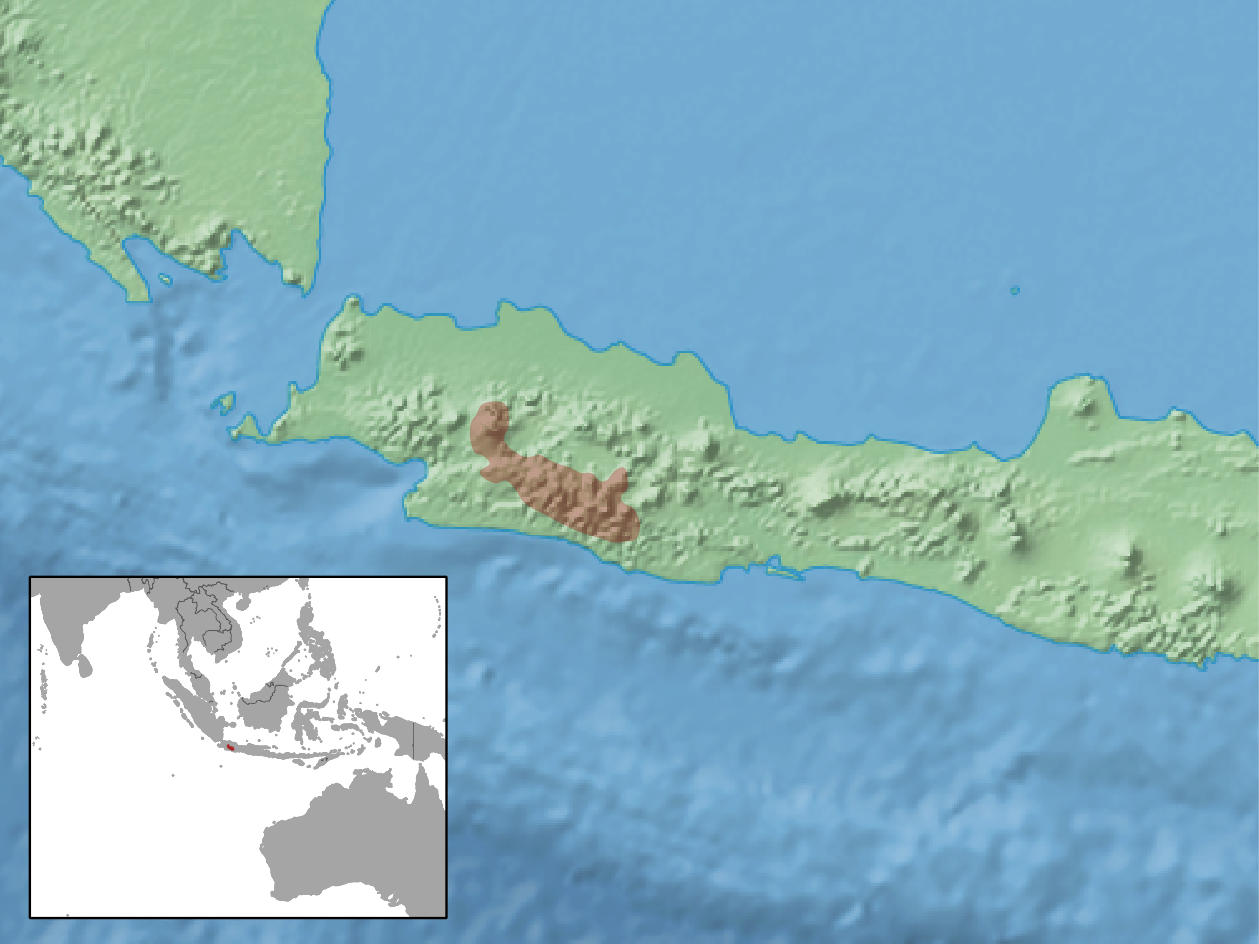
Répartition de l'espèce.

L'espèce est présente dans une zone très réduite de la forêt tropicale humide dans deux localités de l'île de Java en Indonésie entre 900 et 1 500 mètres d'altitude.

## Menaces
L'Union internationale pour la conservation de la nature la considère comme espèce de « en danger  » (EN) sur sa liste rouge en raison de la destruction et la fragmentation de son habitat.